# Valpuiseaux
Valpuiseaux (prononcé [valpyizo] ) est une commune française située à cinquante-deux kilomètres au sud-ouest de Paris dans le département de l'Essonne en région Île-de-France.
Ses habitants sont appelés les Valpuisiens.

## Géographie

### Situation
| Type d’occupation           | Pourcentage | Superficie (en hectares) |
| --------------------------- | ----------- | ------------------------ |
| Espace urbain construit     | 2,1 %       | 39,25                    |
| Espace urbain non construit | 1,2 %       | 23,19                    |
| Espace rural                | 96,7 %      | 1 820,64                 |
| Source : Iaurif             |             |                          |

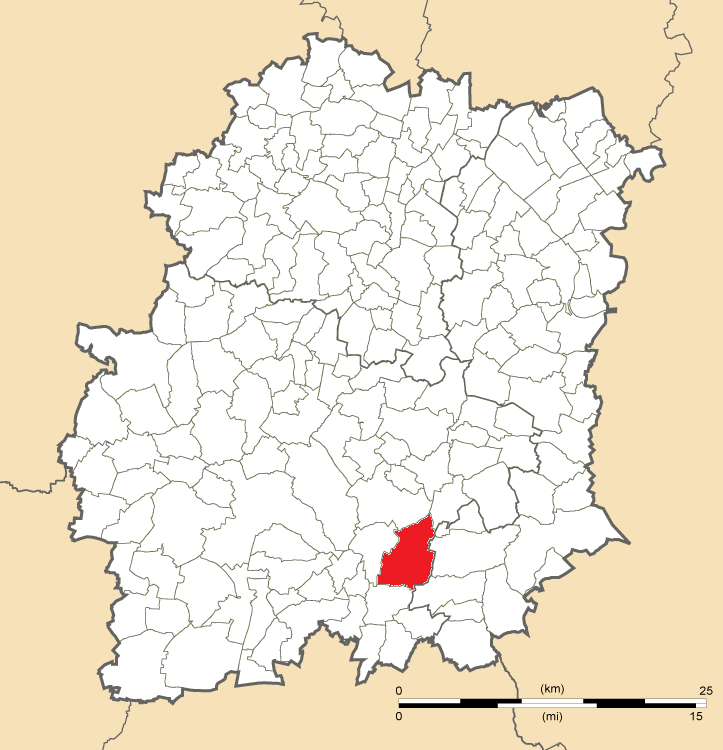
Position de Valpuiseaux en Essonne.

Valpuiseaux est située à cinquante-deux kilomètres au sud de Paris-Notre-Dame, point zéro des routes de France, vingt-neuf kilomètres au sud-ouest d'Évry, onze kilomètres au sud-est d'Étampes, onze kilomètres au sud-ouest de La Ferté-Alais, douze kilomètres à l'ouest de Milly-la-Forêt, vingt-deux kilomètres au sud-est d'Arpajon, vingt-six kilomètres au sud-est de Dourdan, vingt-sept kilomètres au sud-ouest de Corbeil-Essonnes, vingt-huit kilomètres au sud-est de Montlhéry, trente-six kilomètres au sud-est de Palaiseau. La commune de Valpuiseaux fait partie du parc du Gâtinais.

### Hydrographie

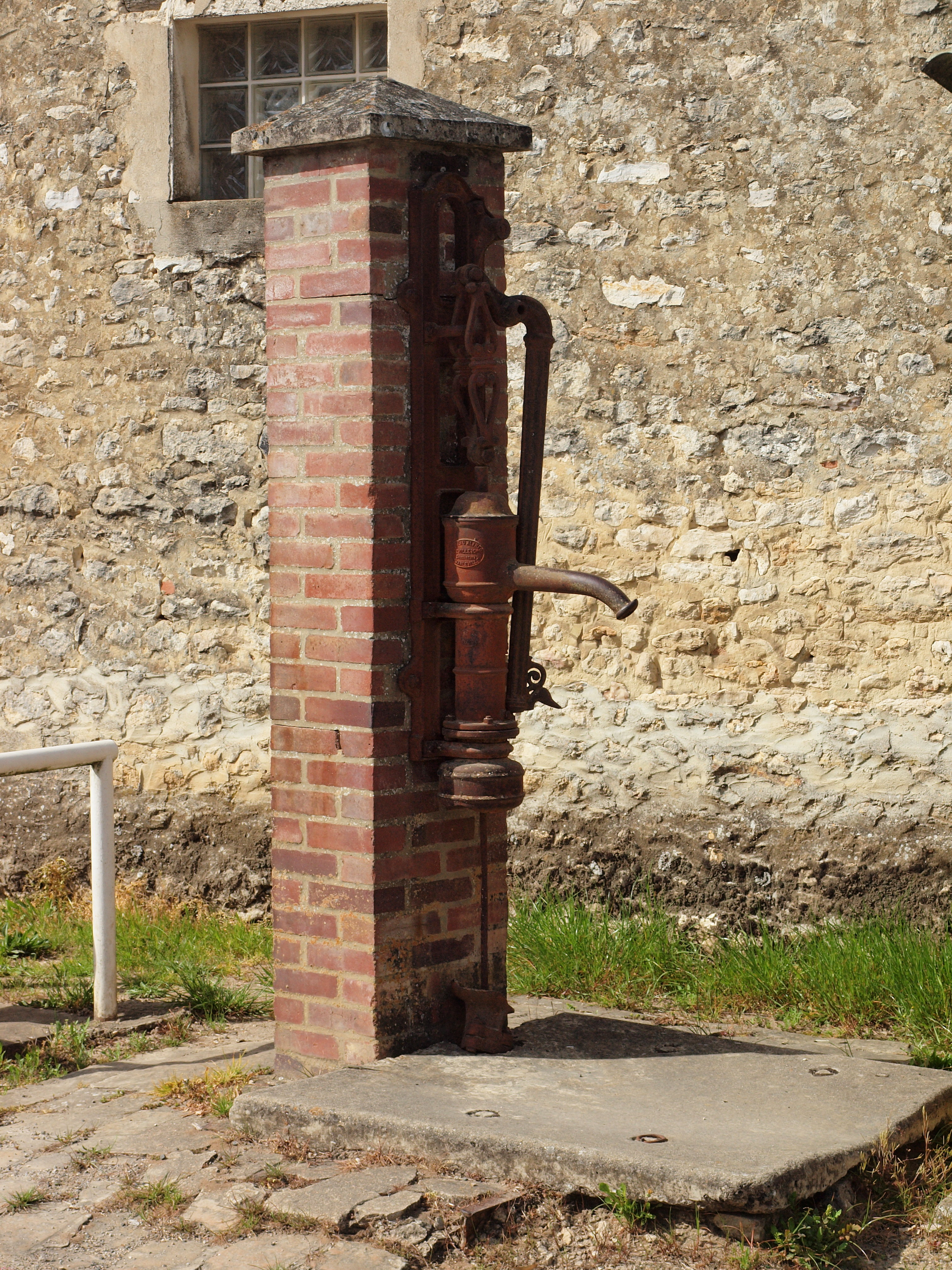
L'ancienne pompe à eau du village.

### Climat
Pour des articles plus généraux, voir Climat de l'Île-de-France et Climat de l'Essonne.
En 2010, le climat de la commune est de type climat océanique dégradé des plaines du Centre et du Nord, selon une étude du CNRS s'appuyant sur une série de données couvrant la période 1971-2000. En 2020, Météo-France publie une typologie des climats de la France métropolitaine dans laquelle la commune est exposée à un climat océanique altéré et est dans la région climatique Sud-ouest du bassin Parisien, caractérisée par une faible pluviométrie, notamment au printemps (120 à 150 mm) et un hiver froid (3,5 °C). 
Pour la période 1971-2000, la température annuelle moyenne est de 11,1 °C, avec une amplitude thermique annuelle de 15,4 °C. Le cumul annuel moyen de précipitations est de 666 mm, avec 11,1 jours de précipitations en janvier et 7,5 jours en juillet. Pour la période 1991-2020, la température moyenne annuelle observée sur la station météorologique la plus proche, située sur la commune de Courdimanche-sur-Essonne à 6 km à vol d'oiseau, est de 11,6 °C et le cumul annuel moyen de précipitations est de 594,8 mm,. Pour l'avenir, les paramètres climatiques de la commune estimés pour 2050 selon différents scénarios d'émission de gaz à effet de serre sont consultables sur un site dédié publié par Météo-France en novembre 2022.

### Voies de communication et transports

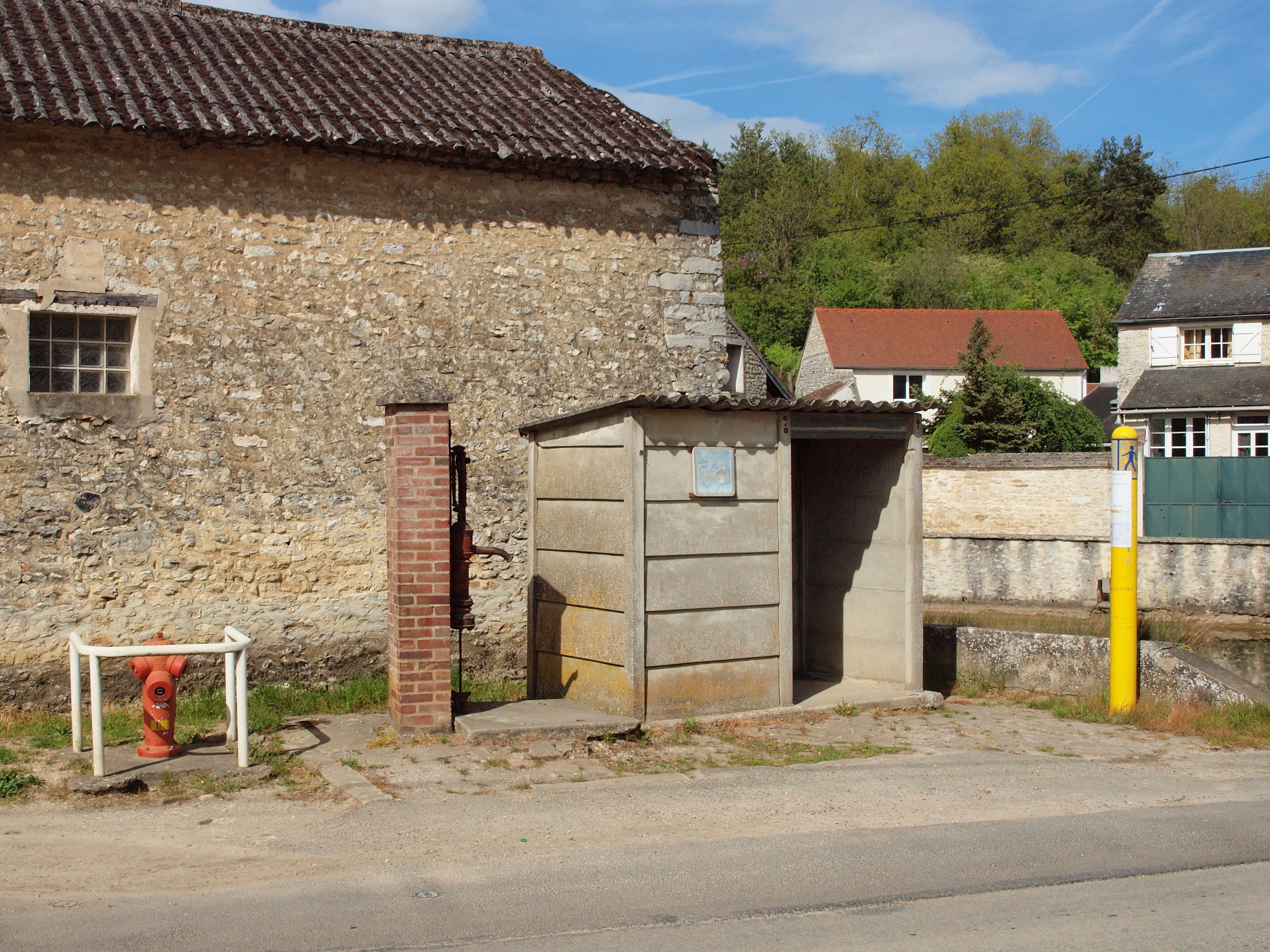
Un abribus rustique.

## Urbanisme

### Typologie
Au 1er janvier 2024, Valpuiseaux est catégorisée commune rurale à habitat dispersé, selon la nouvelle grille communale de densité à sept niveaux définie par l'Insee en 2022.
Elle est située hors unité urbaine. Par ailleurs la commune fait partie de l'aire d'attraction de Paris, dont elle est une commune de la couronne,. Cette aire regroupe 1 929 communes,.

## Toponymie
L'origine du nom de la commune est peu connue. La commune fut créée en 1793 sous le nom de Valpuiseau, le Bulletin des lois de 1801 introduisit son nom actuel.

## Histoire
Vincent de Paul fréquentait souvent cette commune où il demeurait au hameau de Fréneville, dans une des deux fermes dont la marquise de la Herse lui fit don.[réf. nécessaire]

## Population et société

### Démographie

#### Évolution démographique
L'évolution du nombre d'habitants est connue à travers les recensements de la population effectués dans la commune depuis 1793. Pour les communes de moins de 10 000 habitants, une enquête de recensement portant sur toute la population est réalisée tous les cinq ans, les populations de référence des années intermédiaires étant quant à elles estimées par interpolation ou extrapolation. Pour la commune, le premier recensement exhaustif entrant dans le cadre du nouveau dispositif a été réalisé en 2006.

En 2022, la commune comptait 621 habitants, en évolution de +1,8 % par rapport à 2016 (Essonne : +2,89 %, France hors Mayotte : +2,11 %).
| 1793 | 1800 | 1806 | 1821 | 1831 | 1836 | 1841 | 1846 | 1851 |
| ---- | ---- | ---- | ---- | ---- | ---- | ---- | ---- | ---- |
| 360  | 391  | 378  | 374  | 409  | 458  | 429  | 405  | 431  |

| 1856 | 1861 | 1866 | 1872 | 1876 | 1881 | 1886 | 1891 | 1896 |
| ---- | ---- | ---- | ---- | ---- | ---- | ---- | ---- | ---- |
| 437  | 465  | 442  | 416  | 394  | 390  | 389  | 436  | 428  |

| 1901 | 1906 | 1911 | 1921 | 1926 | 1931 | 1936 | 1946 | 1954 |
| ---- | ---- | ---- | ---- | ---- | ---- | ---- | ---- | ---- |
| 437  | 420  | 400  | 352  | 362  | 328  | 305  | 290  | 273  |

| 1962 | 1968 | 1975 | 1982 | 1990 | 1999 | 2006 | 2011 | 2016 |
| ---- | ---- | ---- | ---- | ---- | ---- | ---- | ---- | ---- |
| 287  | 256  | 298  | 388  | 542  | 514  | 603  | 620  | 610  |

| 2021 | 2022 | - | - | - | - | - | - | - |
| ---- | ---- | - | - | - | - | - | - | - |
| 621  | 621  | - | - | - | - | - | - | - |

#### Pyramide des âges
En 2018, le taux de personnes d'un âge inférieur à 30 ans s'élève à 34,1 %, soit en dessous de la moyenne départementale (39,9 %). À l'inverse, le taux de personnes d'âge supérieur à 60 ans est de 23,1 % la même année, alors qu'il est de 20,1 % au niveau départemental.
En 2018, la commune comptait 313 hommes pour 301 femmes, soit un taux de 50,98 % d'hommes, légèrement supérieur au taux départemental (48,98 %).
Les pyramides des âges de la commune et du département s'établissent comme suit.
| Hommes | Classe d’âge | Femmes |
| ------ | ------------ | ------ |
| 0,0    | 90 ou +      | 0,3    |
| 6,7    | 75-89 ans    | 7,9    |
| 15,9   | 60-74 ans    | 15,5   |
| 26,3   | 45-59 ans    | 23,3   |
| 16,2   | 30-44 ans    | 19,9   |
| 16,1   | 15-29 ans    | 13,8   |
| 18,9   | 0-14 ans     | 19,3   |

| Hommes | Classe d’âge | Femmes |
| ------ | ------------ | ------ |
| 0,5    | 90 ou +      | 1,4    |
| 5,4    | 75-89 ans    | 7,2    |
| 12,9   | 60-74 ans    | 13,9   |
| 20     | 45-59 ans    | 19,4   |
| 19,9   | 30-44 ans    | 20,1   |
| 20     | 15-29 ans    | 18,2   |
| 21,3   | 0-14 ans     | 19,8   |

## Politique et administration

### Politique locale

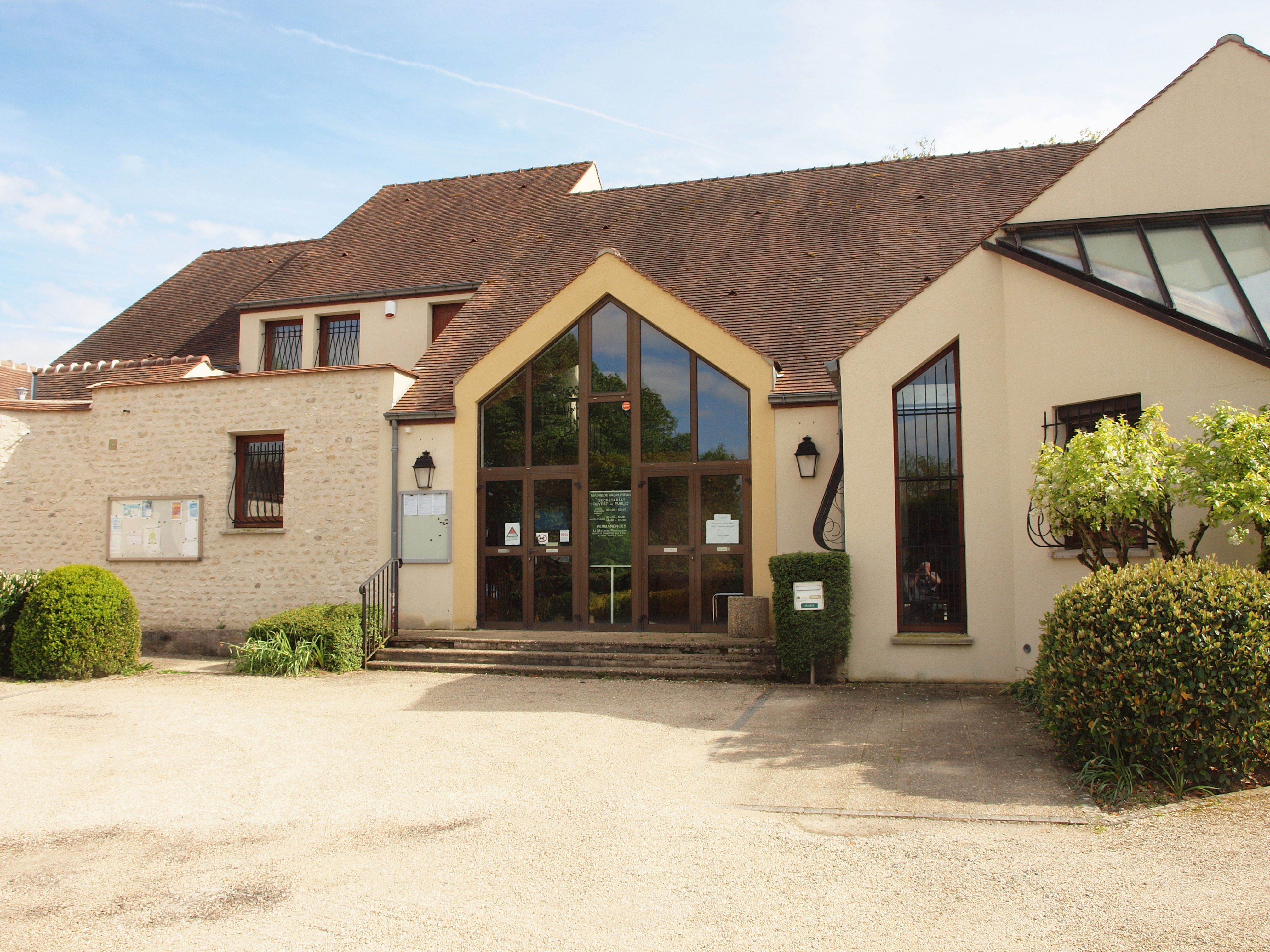
Mairie de Valpuiseaux.(Photo prise le 26 avril 2018)

La commune de Valpuiseaux est rattachée au canton d'Étampes, représenté par les conseillers départementaux Marie-Claire Chambaret (DVD) et Guy Crosnier (UMP), à l'arrondissement d’Étampes et à la deuxième circonscription de l'Essonne, représentée par le député Franck Marlin (UMP).
L'Insee attribue à la commune le code 91 1 08 629. La commune de Valpuiseaux est enregistrée au répertoire des entreprises sous le code SIREN 219 106 291. Son activité est enregistrée sous le code APE 8411Z.

### Liste des maires
| Période                                  | Période  | Identité          | Étiquette | Qualité            |
| ---------------------------------------- | -------- | ----------------- | --------- | ------------------ |
| Les données manquantes sont à compléter. |          |                   |           |                    |
| avant 1981                               | ?        | Christian Coisnon |           |                    |
| 1983                                     | En cours | Jean Perthuis     | PR        | Conseiller général |

### Tendances et résultats politiques
Élections présidentielles, résultats des deuxièmes tours :
- Élection présidentielle de 2002 : 72,81 % pour Jacques Chirac (RPR), 27,19 % pour Jean-Marie Le Pen (FN), 86,87 % de participation[34].
- Élection présidentielle de 2007 : 63,88 % pour Nicolas Sarkozy (UMP), 36,12 % pour Ségolène Royal (PS), 92,56 % de participation[35].
- Élection présidentielle de 2012 : 57,78 % pour Nicolas Sarkozy (UMP), 42,22 % pour François Hollande (PS), 87,94 % de participation[36].

Élections législatives, résultats des deuxièmes tours :
- Élections législatives de 2002 : 74,43 % pour Franck Marlin (UMP), 25,57 % pour Gérard Lefranc (PCF), 69,95 % de participation[37].
- Élections législatives de 2007 : 57,05 % pour Franck Marlin (UMP) élu au premier tour, 16,99 % pour Marie-Agnès Labarre (PS), 68,93 % de participation[38].
- Élections législatives de 2012 : 66,13 % pour Franck Marlin (UMP), 33,87 % pour Béatrice Pèrié (PS), 67,50 % de participation[39].

Élections européennes, résultats des deux meilleurs scores :
- Élections européennes de 2004 : 20,00 % pour Patrick Gaubert (UMP), 17,07 % pour Marine Le Pen (FN), 50,97 % de participation[40].
- Élections européennes de 2009 : 31,56 % pour Michel Barnier (UMP), 11,11 % pour Daniel Cohn-Bendit (Europe Écologie), 51,06 % de participation[41].

Élections régionales, résultats des deux meilleurs scores :
- Élections régionales de 2004 : 41,33 % pour Jean-Paul Huchon (PS), 40,59 % pour Jean-François Copé (UMP), 67,80 % de participation[42].
- Élections régionales de 2010 : 52,09 % pour Valérie Pécresse (UMP), 47,91 % pour Jean-Paul Huchon (PS), 60,99 % de participation[43].

Élections cantonales, résultats des deuxièmes tours :
- Élections cantonales de 2001 : données manquantes.
- Élections cantonales de 2008 : 72,28 % pour Jean Perthuis (UMP), 27,72 % pour François Jousset (PCF), 66,74 % de participation[44].

Élections municipales, résultats des deuxièmes tours :
- Élections municipales de 2001 : données manquantes.
- Élections municipales de 2008 : 301 voix pour Denise Babault (?), 301 voix pour Céline Aldeguer (?), 74,58 % de participation[45].

Référendums :
- Référendum de 2000 relatif au quinquennat présidentiel : 59,45 % pour le Oui, 40,55 % pour le Non, 62,75 % de participation[46].
- Référendum de 2005 relatif au traité établissant une Constitution pour l'Europe : 57,19 % pour le Non, 42,81 % pour le Oui, 76,20 % de participation[47].

### Enseignement
Les élèves de Valpuiseaux sont rattachés à l'académie de Versailles. Elle dispose sur son territoire d'une école élémentaire publique.

### Jumelages
La commune de Valpuiseaux n'a développé aucune association de jumelage.

## Vie quotidienne à Valpuiseaux

### Lieux de culte

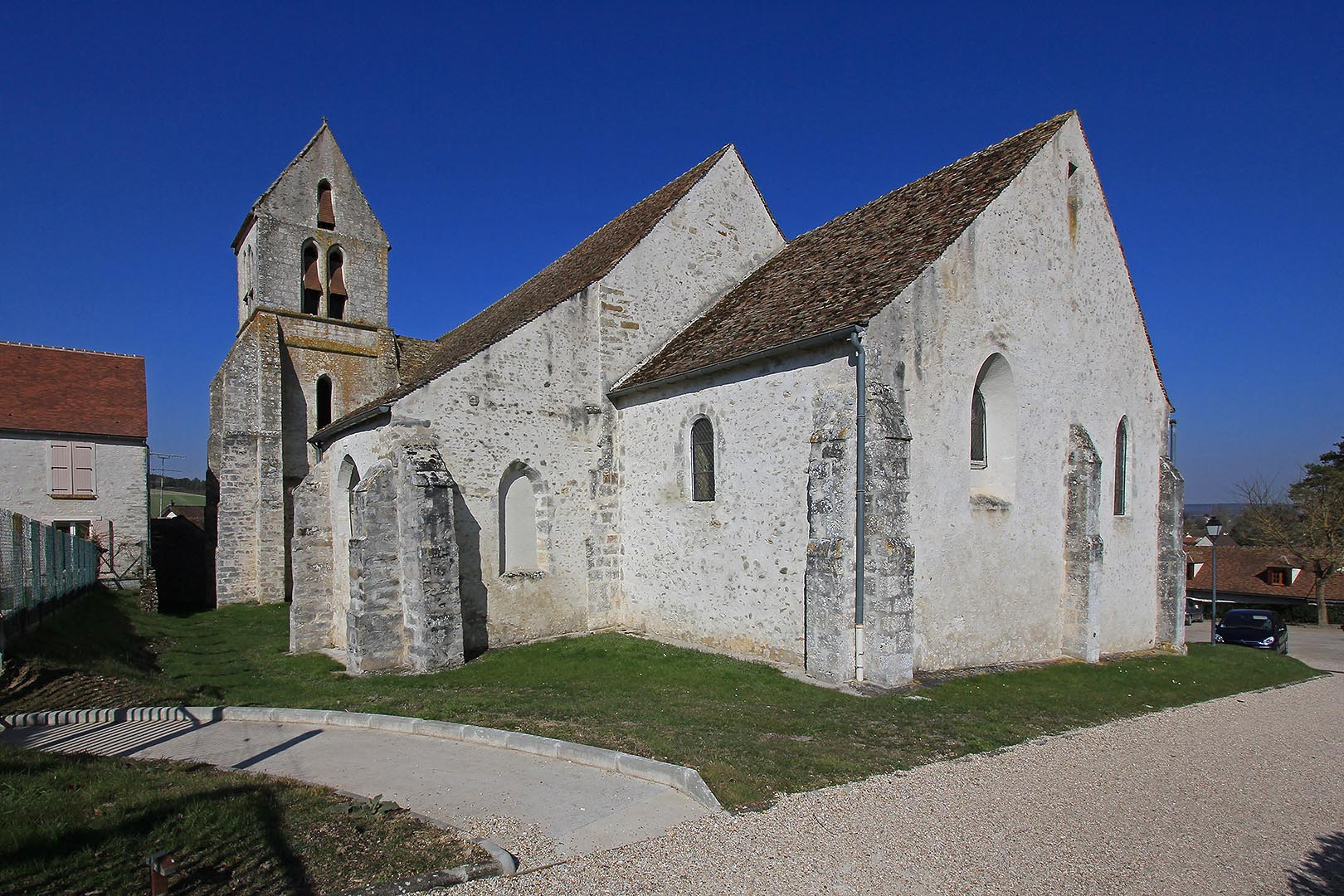
L'église Saint-Martin.(Photo prise le 02 avril 2013)

La paroisse catholique de Valpuiseaux est rattachée au secteur pastoral de Milly-la-Forêt et au diocèse d'Évry-Corbeil-Essonnes. Elle dispose de l'église Saint-Martin.

### Médias
L'hebdomadaire Le Républicain relate les informations locales. La commune est en outre dans le bassin d'émission des chaînes de télévision France 3 Paris Île-de-France Centre, IDF1 et Téléssonne intégré à Télif.

## Économie

### Emplois, revenus et niveau de vie
En 2006, le revenu fiscal médian par ménage était de 22 787 €, ce qui plaçait la commune au 1 039e rang parmi les 30 687 communes de plus de cinquante ménages que compte le pays et au quatre-vingt-seizième rang départemental.
| Répartition des emplois par catégories socioprofessionnelles en 2006. |              |                                           |                                                   |                            |                          |                           |
|                                                                       | Agriculteurs | Artisans, commerçants, chefs d’entreprise | Cadres et professions intellectuelles supérieures | Professions intermédiaires | Employés                 | Ouvriers                  |
| Valpuiseaux                                                           | -            | -                                         | -                                                 | -                          | -                        | -                         |
| Zone d’emploi d’Évry                                                  | 0,3 %        | 4,0 %                                     | 20,2 %                                            | 29,6 %                     | 28,2 %                   | 17,7 %                    |
| Moyenne nationale                                                     | 2,2 %        | 6,0 %                                     | 15,4 %                                            | 24,6 %                     | 28,7 %                   | 23,2 %                    |
| Répartition des emplois par secteurs d’activités en 2006.             |              |                                           |                                                   |                            |                          |                           |
|                                                                       | Agriculture  | Industrie                                 | Construction                                      | Commerce                   | Services aux entreprises | Services aux particuliers |
| Valpuiseaux                                                           | -            | -                                         | -                                                 | -                          | -                        | -                         |
| Zone d’emploi d’Évry                                                  | 0,9 %        | 13,5 %                                    | 5,4 %                                             | 14,6 %                     | 16,2 %                   | 6,9 %                     |
| Moyenne nationale                                                     | 3,5 %        | 15,2 %                                    | 6,4 %                                             | 13,3 %                     | 13,3 %                   | 7,6 %                     |
| Sources : Insee,                                                      |              |                                           |                                                   |                            |                          |                           |

## Culture locale et patrimoine

### Patrimoine environnemental

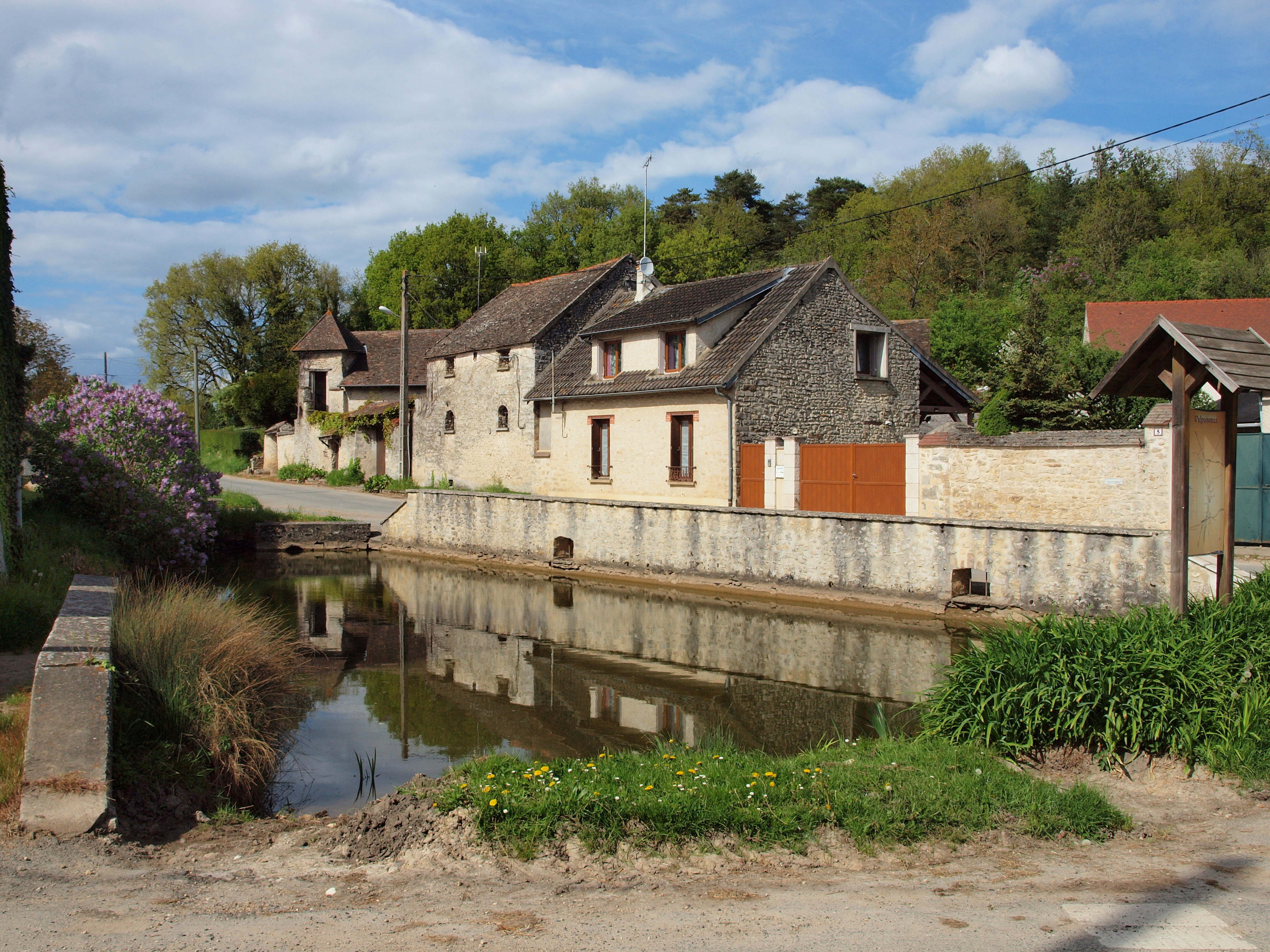
Valpuiseaux, Essonne. L'ancienne mare du village, où s'abreuvaient les bovins et les ovins. A été réaménagée au XX.(Photo prise le 26 avril 2018)

Les bosquets boisés et la pelouse calcicole présente sur le territoire communal ont été recensés au titre des espaces naturels sensibles par le conseil départemental de l'Essonne.

### Patrimoine architectural

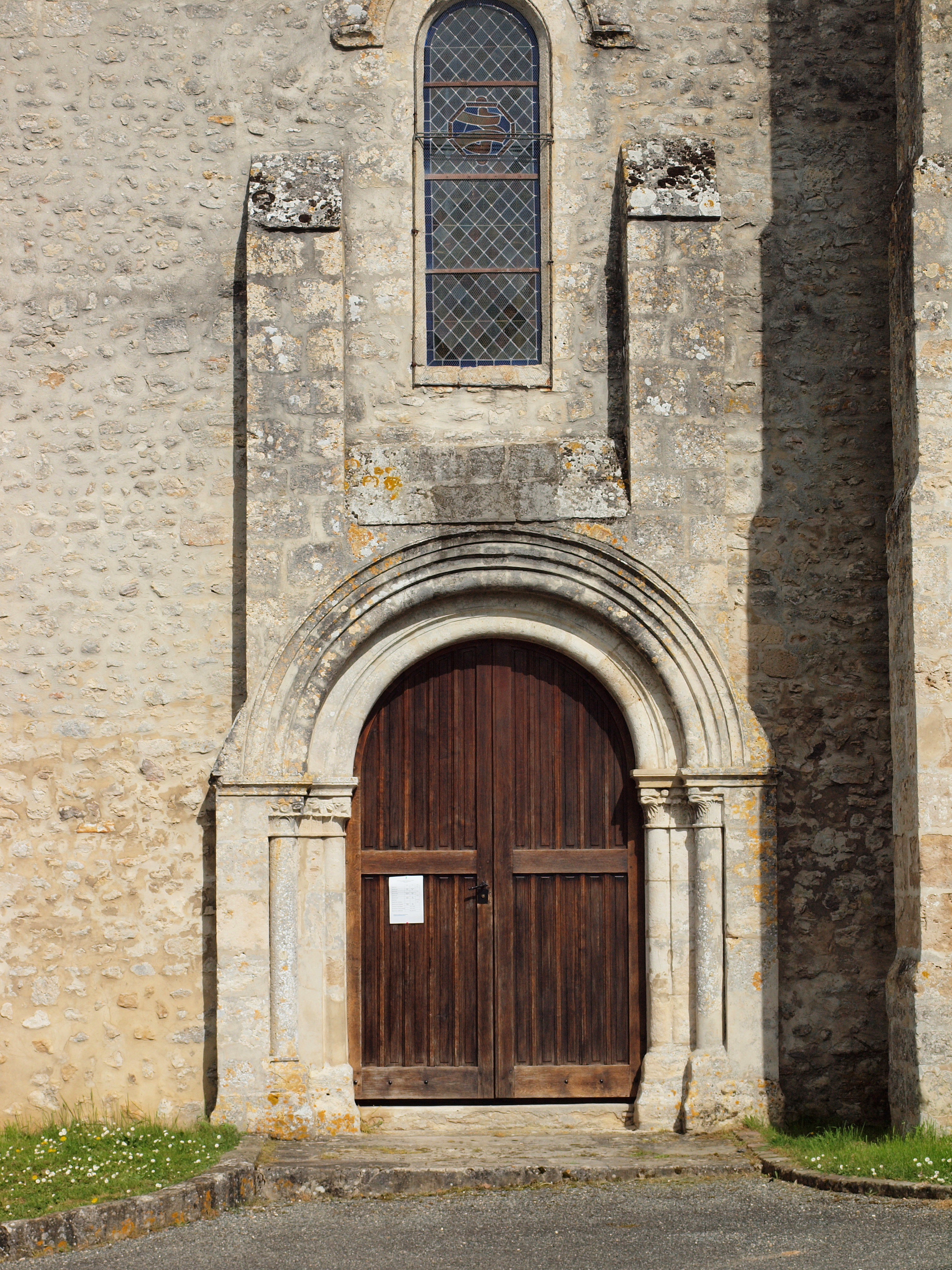
L'église Saint-Martin: le porche d'entrée.(Photo prise le 26 avril 2018)

L'église Saint-Martin de Valpuiseaux a été inscrite aux monuments historiques le 28 septembre 1926,.
- Chapelle Notre-Dame-de-Varennes : Vincent de Paul passa quelque temps à Frenneville à l'époque où il fonda ce qui est l'actuelle maison de retraite de la Ferté-Alais.

### Personnalités liées à la commune
- Saint Vincent de Paul.

### Héraldique
| Blason de Valpuiseaux. | La commune Valpuiseaux ne dispose pas de blason. |